# Anne Schwanewilms
Anne Schwanewilms (1967) es una soprano lírica alemana de ópera e intérprete destacada de repertorio alemán, especialmente de Richard Strauss.

## Biografía
Nació en Gelsenkirchen, en el estado Renania del Norte-Westfalia (Alemania). Estudió canto junto al bajo alemán Hans Sotin en Colonia, lugar del que fue miembro de los cuerpos estables de la Ópera de Colonia desde 1991 a 1996. Aunque comenzó en la cuerda de mezzo y debutó en escena con el rol de Dorabella en Cosi fan tutte de Wolfgang Amadeus Mozart, pronto cambió a la de soprano haciendo su debut en 1996 en el Festival de Bayreuth con el rol de Gutrune en la ópera El ocaso de los dioses de Richard Wagner.
Sin embargo, Anne Schwanewilms destacó con sus interpretaciones de Richard Strauss, tanto sus óperas como sus lieds. Ha interpretado a la mayoría de las heroínas straussianas como La mariscala en El caballero de la rosa, la condesa de Capricco, Crisótemis de Elektra, o los roles homónimos de Arabella o Ariadna en Naxos así como los famosos Últimos cuatro lied de Strauss.
Otros roles que Schwanewilms ha abordado son Elsa de la ópera Lohengrin o Elizabeth de Tannhäuser de Richard Wagner, Marie de la ópera Lulú de Alban Berg o el rol protagonista de Genoveva de Robert Schumann. Lejos de la ópera alemana, ha tenido notable éxito interpretando a Desdénoma de Otelo de Giuseppe Verdi o Madame Lidoine de Diálogos de carmelitas de Francis Poulenc.
En 2002 la revista Opernwelt la premió como la Mejor Cantante del Año.
Anne Schwanewilms ha actuado en los cosos operísticos más importantes como la Scala de Milán, el Metropolitan de Nueva York, la Ópera de Viena, la Ópera de Múnich, el Teatro Real de Madrid, el Liceo de Barcelona o el Concertgebouw de Ámsterdam. También es invitada a los festivales de ópera más importantes como el Festival de Salzburgo o en el Festival de Bayreuth.